# Marcos Ana
Marcos Ana pseudonimo di Fernando Macarro Castillo (Alconada, 20 gennaio 1920 – Madrid, 24 novembre 2016) è stato un poeta spagnolo.
Fu imprigionato nel 1938, a 18 anni, e trascorse in prigione 23 anni per motivi politici durante il franchismo. Nel 1961 fu scarcerato ed esiliato a Parigi. Ha raccontato la sua storia con il libro Ditemi com'è un albero.

## Opere
- Ditemi com'è un albero (Crocetti 2007)
- L'albero è azzurro e siam molto felici 2007